# Abdelkader Dakka
Abdelkader Salim Dakka (Laodicea, 10 gennaio 1985) è un calciatore siriano, difensore dell'Al-Ittihad Aleppo.

## Caratteristiche tecniche
È un difensore centrale.

## Carriera

### Club
Comincia a giocare al Tishreen. Nel 2008, dopo una breve esperienza in Libano con l'Al-Ansar, passa all'Al-Ittihad Aleppo. Nel febbraio 2011 viene prestato allo Shanghai Shenhua, squadra della massima serie cinese. Nel novembre 2011 torna all'Al-Ittihad Aleppo. Nel 2014, dopo una breve esperienza all'Al-Shorta, viene acquistato dall'Al-Wahda. Nel 2016 si trasferisce all'Al-Ittihad Aleppo.

### Nazionale
Ha debuttato in Nazionale il 3 dicembre 2005, nell'amichevole Siria-Oman (3-1). Ha partecipato, con la Nazionale, alla Coppa d'Asia 2011. Ha collezionato in totale, con la maglia della Nazionale, 31 presenze.